# 토마시 보코운
토마시 보코운(체코어: Tomáš Vokoun, 1976년 6월 2일~)은 체코의 은퇴한 아이스하키 선수로 포지션은 골텐더이다. 체코 엑스트랄리가의 HC 클라드노에서 선수 생활을 시작하여 내셔널 하키 리그(NHL)의 카나디앵 드 몽레알, 내슈빌 프레더터스, 플로리다 팬서스, 워싱턴 캐피털스, 피츠버그 펭귄스에서 활약했다. 그는 NHL 통산 722경기에 출전했다.
국제 대회에서는 체코 대표팀 소속으로 참가했으며, 올림픽에 2회 출전하여 2006년 동계 올림픽에서 동메달을 획득하였다. 세계 선수권 대회에서는 4회 참가하여 2회 우승을 차지했다.